# クリスティナ・ボヘネク

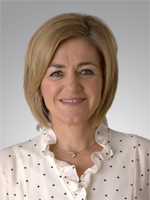
クリスティナ・ボヘネク

クリスティナ・ボヘネク（ポーランド語: Krystyna Maria Bochenek、1953年6月30日 - 2010年4月10日）は、ポーランドの政治家。シロンスク県カトヴィツェ出身。
ポーランド共和国上院の副議長を2007年11月5日から務めていたが、2010年4月10日のポーランド空軍Tu-154墜落事故により亡くなっている。